# Tous nos jours parfaits (film)
Pour plus de détails, voir Fiche technique et Distribution.
Tous nos jours parfaits (All the Bright Places) est un film américain réalisé par Brett Haley, sorti en 2020 sur Netflix. Il s’agit de l’adaptation du roman éponyme de Jennifer Niven (2015),.

## Synopsis
Adapté du roman à succès de Jennifer Niven, Tous nos jours parfaits raconte l'histoire de Violet Markey et Theodore Finch, qui se rencontrent et changent la vie de l'autre pour toujours. Ils fréquentent le même lycée dans la ville fictive de Bartlett, Indiana. Alors qu'ils luttent avec les cicatrices émotionnelles et physiques de leur passé, ils se réunissent à travers un projet scolaire, découvrant que même les plus petits endroits et moments peuvent signifier quelque chose.

## Fiche technique
Sauf indication contraire, les informations mentionnées dans cette section peuvent être confirmées par la base de données cinématographiques IMDb,  présente dans la section « Liens externes ».
- Titre original : All the Bright Places
- Titre français : Tous nos jours parfaits
- Réalisation : Brett Haley
- Scénario : Jennifer Niven et Liz Hannah, d’après le roman éponyme de Jennifer Niven
- Musique : Keegan DeWitt
- Production : Paula Mazur, Mitchell Kaplan, Elle Fanning, Brittany Kahan-Ward, Doug Mankoff, Andrew Spaulding
- Sociétés de production : Echo Lake Entertainment, Mazur/Kaplan Company et Demarest Media
- Société de distribution : Netflix
- Pays d'origine :  États-Unis
- Langues originales : anglais
- Format : couleur
- Genre : drame
- Durée : 108 minutes
- Dates de sortie :
  - Monde : 28 février 2020 (Netflix)

## Distribution
- Elle Fanning (VF : Lou Lévy) : Violet
- Justice Smith (VF : Jimmy Woha-Woha) : Finch
- Alexandra Shipp (VF : Déborah Claude) : Kate, la sœur aînée de Finch
- Kelli O'Hara (VF : Anneliese Fromont) : Sheryl, la mère de Violet
- Luke Wilson (VF : Arnaud Bedouët) : James, le père de Violet
- Lamar Johnson (VF : Tommy Lefort) : Charlie, un ami de Violet
- Virginia Gardner (VF : Manika Auxire) : Amanda, une amie de Violet
- Felix Mallard (VF : Tom Boutry) : Roamer, un élève du lycée
- Sofia Hasmik (VF : Déborah Godefroy) : Brenda, une élève du lycée
- Keegan-Michael Key (VF : Stéphane Pouplard) : Embry, le psychologue de Finch